# (972) Cohnia
(972) Cohnia est un astéroïde de la ceinture principale découvert le 18 janvier 1921 par l'astronome allemand Max Wolf.
Sa désignation provisoire était 1922 LK.